# Paragonimus

Paragonimus — типовой и единственный род в монотипичном семействе Paragonimidae. Описано несколько десятков видов, но их трудно различить, поэтому неясно, сколько из названных видов могут быть синонимами. Название Paragonimus происходит от сочетания двух греческих слов: «para» (на стороне) и «gonimos» (гонады или гениталии). Некоторые виды известны как легочные двуустки. У людей некоторые виды вызывают зоонозы, или парагонимоз. К первым промежуточным хозяевам Paragonimus относятся не менее 54 видов пресноводных улиток из надсемейств Cerithioidea и Rissooidea.
Наиболее известным видом Paragonimus в медицине человека является Paragonimus westermani, инфекционная легочная двуустка из Восточной Азии. Во всем мире известно около девяти видов Paragonimus, вызывающих парагонимоз человека, многие виды которого обитают в Восточной Азии, Западной Африке, Северной и Южной Америке.
В 2022 году был подтверждён валидный статус как вида для Paragonimus ichunensis, который ранее рассматривался в качестве подвида Paragonimus westermani.

## Морфология

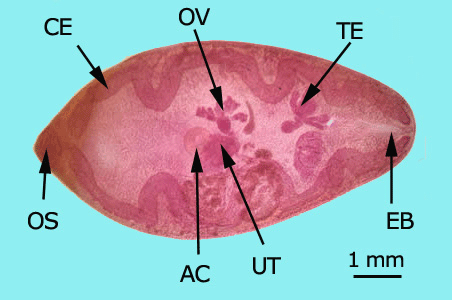
Морфология типичного Paragonimus:
AC: брюшная присоска
CE: слепая кишка, EB: экскреторный пузырь
OS: ротовая присоска, OV: яичник
TE: семенники, UT: матка

Виды Paragonimus различаются по размеру; взрослая стадия может достигать длины до 15 миллиметров (0,59 ″) и шириной до 8 мм (0,31 ″). Взрослый плоский червь имеет тело овальной формы с шипами, покрывающими его утолщённый тегумент. И ротовая, и брюшная присоски — круглые и мускулистые. Брюшная присоска несколько больше ротовой присоски — 0,19 мм и 0,12 мм соответственно. Яичники расположены позади брюшной присоски, а позади яичника находятся семенники. Между брюшной присоской и яичником лежат семяприемник, матка и ее метратерм, толстостенная конечная часть.

## Жизненный цикл
Паразит проходит через двух промежуточных хозяев — водную улитку и ракообразных. Он проникает в своих окончательных хозяев млекопитающих, когда они поедают инфицированных пресноводных ракообразных. Типичные хозяева - собак, кошек и людей. Люди обычно заражаются парагонимозом, когда едят недоваренных пресноводных крабов (например, представителей рода Nanhaipotamon ) или речных раков, содержащих живых метацеркарий. В кишечнике паразит перемещается в брюшную полость, а далее обычно в легкие. В легких паразиты инцистируются и перекрестно оплодотворяют друг друга. Киста в конце концов разрывается в легких, и яйца могут быть выкашляны или проглочены и выделены с фекалиями. Яйцо, осевшее на дно в пресной воде, вылупляется и выпускает реснитчатый мирацидий. Мирацидий плавает, пока не найдет первого промежуточного хозяина, обычно водную улитку. Ракообразное, в свою очередь, заражается, поедая инфицированных улиток. Окончательный хозяин завершает цикл, если поедает зараженных ракообразных.

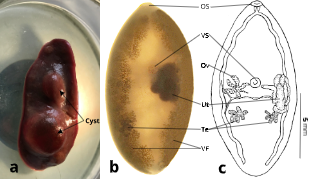
Фотография фрагмента легкого Panthera tigris с цистами, содержащими взрослых Paragonimus westermani ichunensis = Paragonimus ichunensis (a). Фото взрослой особи Paragonimus ichunensis stat. n., извлечённого из фрагмента легкого (b). Схематический рисунок зрелого червя Paragonimus ichunensis stat. n. (c). Сокращения: OS – ротовая присоска; VS – брюшная присоска; Ov – яичник; Ut – матка; VF – желточные фолликулы; Te – семенники

## Эпидемиология
Около 20 миллионов человек во всем мире инфицированы Paragonimus. Инфекции человека наиболее распространены в регионах, где имеется много людей и животных-резервуаров, а также множество промежуточных хозяев, таких как улитки, крабы или раки, и где, кроме того, распространено потребление сырых или недоваренных морепродуктов. Инфекция обычно передается при употреблении в пищу недостаточно приготовленного мяса инфицированных наземных животных-хозяев, таких как дикий кабан. Домашняя кошка является резервуаром для различных легочных плоских червей и может передавать инфекцию человеку .

## Симптомы
Симптомы парагонимоза могут включать боль в животе, диарею, лихорадку и крапивницу. Если инфекцию не лечить, симптомы могут уменьшиться или исчезнуть всего через несколько месяцев, но иногда они длятся десятилетиями. Парагонимоз вызывается естественным иммунным ответом организма на червей и яйца, которые присутствуют, а также мигрируют из кишечника в легкие.
Как правило, симптомы начинают проявляться примерно через три недели после проглатывания живых метацеркарий. Примерно через восемь недель зрелые черви начинают производить яйца в легких. У некоторых пациентов развивается повреждение головного мозга, если паразиты закрепляются в мозге и откладывают яйца. Поражение головного мозга обычно вызывает головную боль, рвоту и судороги. Невылеченный церебральный парагонимоз обычно приводит к смерти от повышенного внутричерепного давления.

## Лечение
Празиквантел используется для эффективного лечения парагонимоза путем отделения тегумента. Эффективно полного излечения можно ожидать через три дня лечения, если не было слишком много необратимых повреждений, таких как внутричерепные. Также можно использовать другие лекарства, такие как битионол, никлофан и триклабендазол, с высокими показателями излечения.

## Профилактика
Тщательная термическая обработка зараженного рака убивает всех метацеркарий парагонимуса. Мясо краба нельзя есть сырым, даже маринованным, так как раствор для маринования часто не убивает всех паразитов. Посуда и столовые приборы должны быть тщательно вымыты до и после приготовления пищи.